# Damir Bujan
Damir Bujan (* 29. März 1966) ist ein ehemaliger kroatischer Fußballspieler.
Der Stürmer spielte für Blau-Weiß 90 Berlin und den SV Meppen insgesamt 174-mal in der 2. Bundesliga und erzielte 22 Tore.